# La Francheville
La Francheville – miejscowość i gmina we Francji, w regionie Grand Est, w departamencie Ardeny.
Według danych na rok 1990 gminę zamieszkiwało 1375 osób, a gęstość zaludnienia wynosiła 203 osób/km².